# ベルゴロド
ベルゴロド（ロシア語: Белгород）は、ドネツ川流域にあるロシアの都市でベルゴロド州の州都である。人口は約33万人（2021年）。モスクワから約580 km南、ウクライナの大都市ハルキウから約70 km北北東に位置する。ウクライナとロシアとの国境線からの距離は約30 kmである。高速道路M2が走る。

## 歴史
セルビアの首都・ベオグラードと同じで、語源的には「白い町」を意味する。この地が石灰岩が豊富であったのに由来する。
1237年、バトゥの攻撃を受けたことから史書に初めて登場する。1596年、クリミア・ハン国から国境を守るためにボリス・ゴドゥノフの命で要塞が作られて町が再建される。ロシアの領土が南に大きく拡大したために、要塞としての価値を失い、町はクルスクの管轄に移された。ポルタヴァの戦いでピョートル1世がこの地を訪れ、竜騎兵の連隊が1917年まで駐屯した。
1941年、ナチス・ドイツによって占領される。クルスクの戦いではベルゴロド郊外の村・プロホロフカで史上最大の戦車戦が行われた(プロホロフカの戦い)。その結果、1943年、ベルゴロドは解放された。
2022年4月1日早朝、市内の燃料貯蔵施設で大規模な爆発、火災が発生した。火事の発生を受けて、州知事はソーシャルアプリを通じて（2022年ロシアのウクライナ侵攻を通じて交戦中の）ウクライナ側の攻撃のせいだと主張した。さらに同年7月3日早朝、市内で大規模な爆発が相次いで発生。集合住宅11棟と民家39棟が被害を受け、少なくとも3人が死亡、4人が負傷した。州知事はウクライナ軍による攻撃かどうかの明言は控えた。
2023年4月20日、ロシア軍機がベルゴロド上空を飛行中に「航空用弾薬の緊急投下」に迫られ爆弾を投下、市中心部で大規模な爆発が起こり住民2人が重軽傷を負った。また、同年6月9日には、市内のオフィスビルに小型ドローンが落下する事件が発生した。
2024年1月5日には、ウクライナの砲撃が一晩中続き負傷者が出るなどの被害も生じたことから、市当局は不安を抱いている住民を疎開させる方針を発表した。同年5月13日、ウクライナのミサイルが市内の集合住宅を直撃。建物が崩壊して5人死亡、20人が負傷した。

## 姉妹都市
- ハルキウ、ウクライナ
- イェウパトーリヤ、ウクライナ
- ヴィーシュホロド、ウクライナ
- ヘルネ、ドイツ
- オポーレ、ポーランド
- ニシュ、セルビア
- シティ・オブ・ウェイクフィールド、イギリス
- エルジン、アメリカ合衆国
- 長春市、中国

## 著名な出身者
- スベトラーナ・ホルキナ: 女子体操選手